# William Jay Hale
William Jay Hale (* 5. Januar 1876; † 1955) war ein US-amerikanischer Chemiker.

## Leben
William Jay Hale studierte an der Miami University, wo er 1897 den Master erlangte. Danach ging Hale nach Harvard, wo er 1898 einen weiteren Bachelor, im folgenden Jahr einen Master und 1902 einen Ph. D. erwarb.
Im Jahr 1900 veröffentlichte Hale zusammen mit Henry Barker Hill seine erste wissenschaftliche Publikation Notiz über 2-phenyl-4-nitrophenol. Als Post-Doktorand war William Jay Hale in Göttingen und an der Technischen Hochschule Berlin. Nachdem er ein Jahr an der University of Chicago gelehrt hatte, ging Hale 1904 als associate professor an die University of Michigan.
Helen Dow, die älteste Tochter von Herbert Henry Dow studierte dort; im Februar 1917 heirateten sie. Schon im folgenden Jahr starb Helen an Influenza.
Von 1919 bis 1934 war Hale Direktor der Organic Chemistry Research von Dow Chemical. Danach war er als Berater in der Forschung tätig.
Im Jahr 1934 prägte er den Begriff Chemurgy.